# 원피스: 진귀한 동물의 섬 쵸파 왕국
원피스 - 진귀한 동물의 섬 쵸파왕국(ONE PIECE 珍獣島のチョッパー王国)은 원피스의 극장판 시리즈의 세 번째 작품이다. 2002년에 개봉하였다.
대한민국에는 ㈜토트엔터테인먼트가 도에이 애니메이션과 계약을 체결하여 작품을 수입하였고, 극장 개봉 또는 DVD 출시를 계획하였으나 성사되지 못하였다. 이후 케이블 TV 채널 투니버스가 현지화를 진행한 한국어 더빙으로 방영하였다.

## 원피스 본편 스토리와의 연관성과 흐름
말 그대로 극장판이기 때문에 스토리와 연관을 지을 필요는 없지만 시기적으로 보면 알라바스타왕국 스토리이후 그리고 모크 타운 도착 전 시점으로 보인다.

## 등장인물

### 밀짚모자 일당
- 몽키 D. 루피
- 나미
- 롤로노아 조로
- 우솝
- 상디
- 토니토니 쵸파

### 극장판 한정 등장인물

#### 왕관조(王冠島)
- 모밤비(モバンビー)

성우: 오리카사 아이/안영미
- 앵무새(원어로는 ハゲオウム)

성우: 故 아오노 다케시/故 황원
- 까마로(원어로는 カラスケ)

성우: 후지타 토시코/김현심

#### 버틀러 일당
- 버틀러 백작(バトラー伯爵)

성우: 에바라 마사시/최재익
극장판 9기에 나온 사실에 따르면 현상금은 1490만 베리다.
- 핫도그 장군(ホットドッグ将軍)

성우: 고리 다이스케/김영찬
극장판 9기에 나온 사실에 따르면 현상금은 400만 베리다.
- 코브라 총재(원어는 ヘビー総裁)

성우: 세키 토모카즈/최승훈
극장판 9기에 나온 사실에 따르면 현상금은 420만 베리다.

## 우리말 제작
- 타이틀 CG : 백현정
- 종합편집 : 심정희
- 번역 : 이서린
- 녹음, 믹싱 : 이창휘
- 연출 : 김이경
- 우리말 제작 : 투니버스